# Achimenes erecta
Achimenes erecta là một loài thực vật có hoa trong họ Tai voi. Loài này được (Lam.) H.P.Fuchs mô tả khoa học đầu tiên năm 1963.

## Hình ảnh

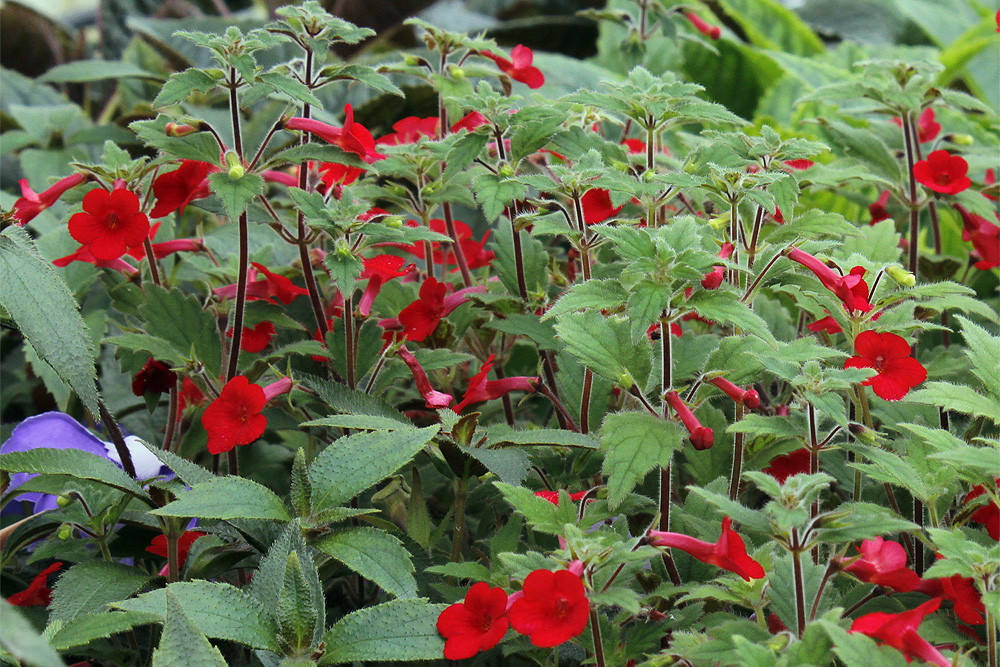
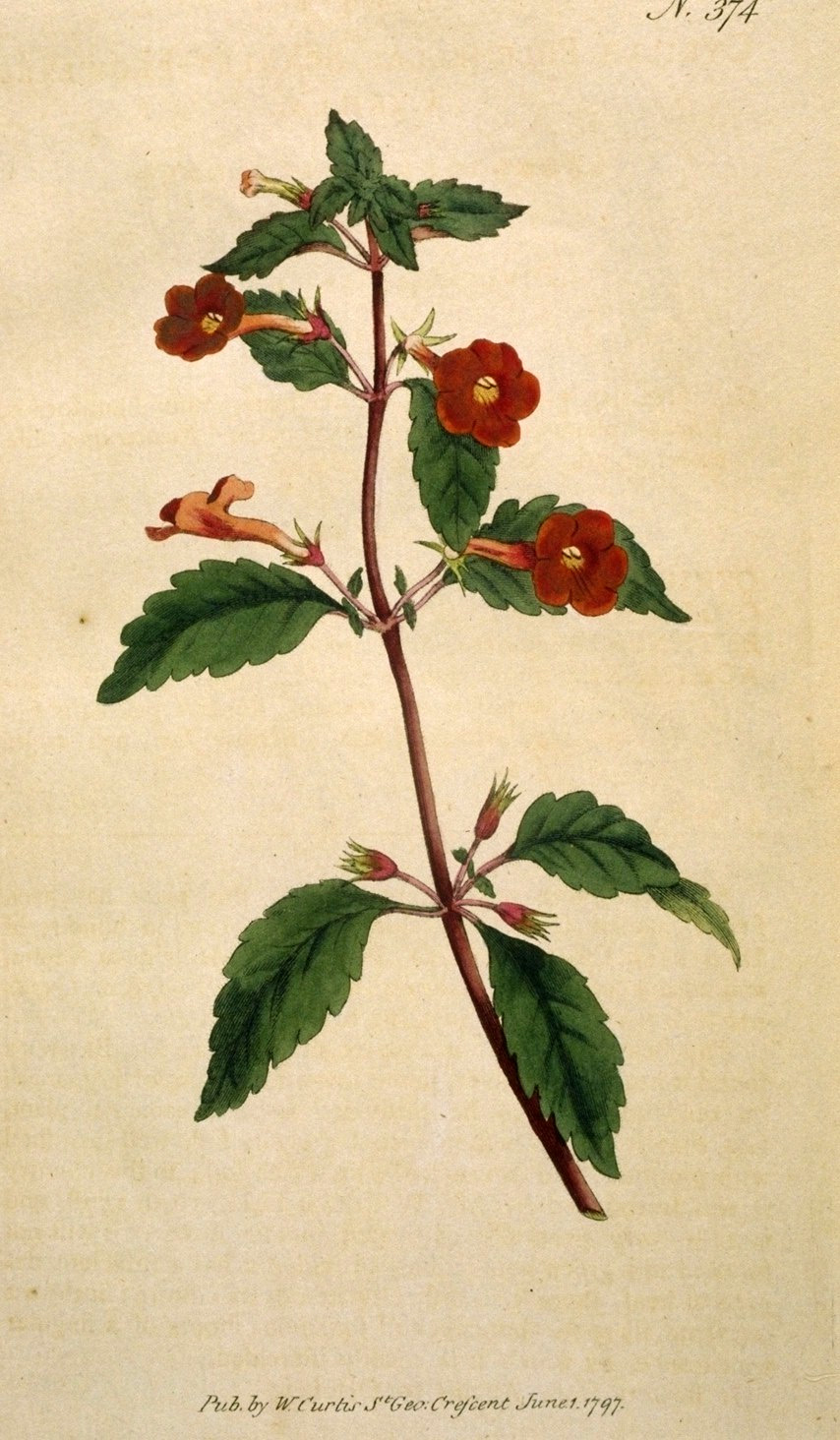